# Laura de Force Gordon
Laura de Force Gordon, född 1838, död 1907, var en amerikansk politisk aktivist. 
Hon är känd som en av grundarna av rösträttsföreningen California Woman Suffrage Association, som grundades 1870. Hon var den första kvinna i USA som utgav en dagstidning (Stockton Daily Leader, 1874), och den andra kvinnliga advokaten i Kalifornien.